# Wegkreuz (Wollbach, Rhönstraße)

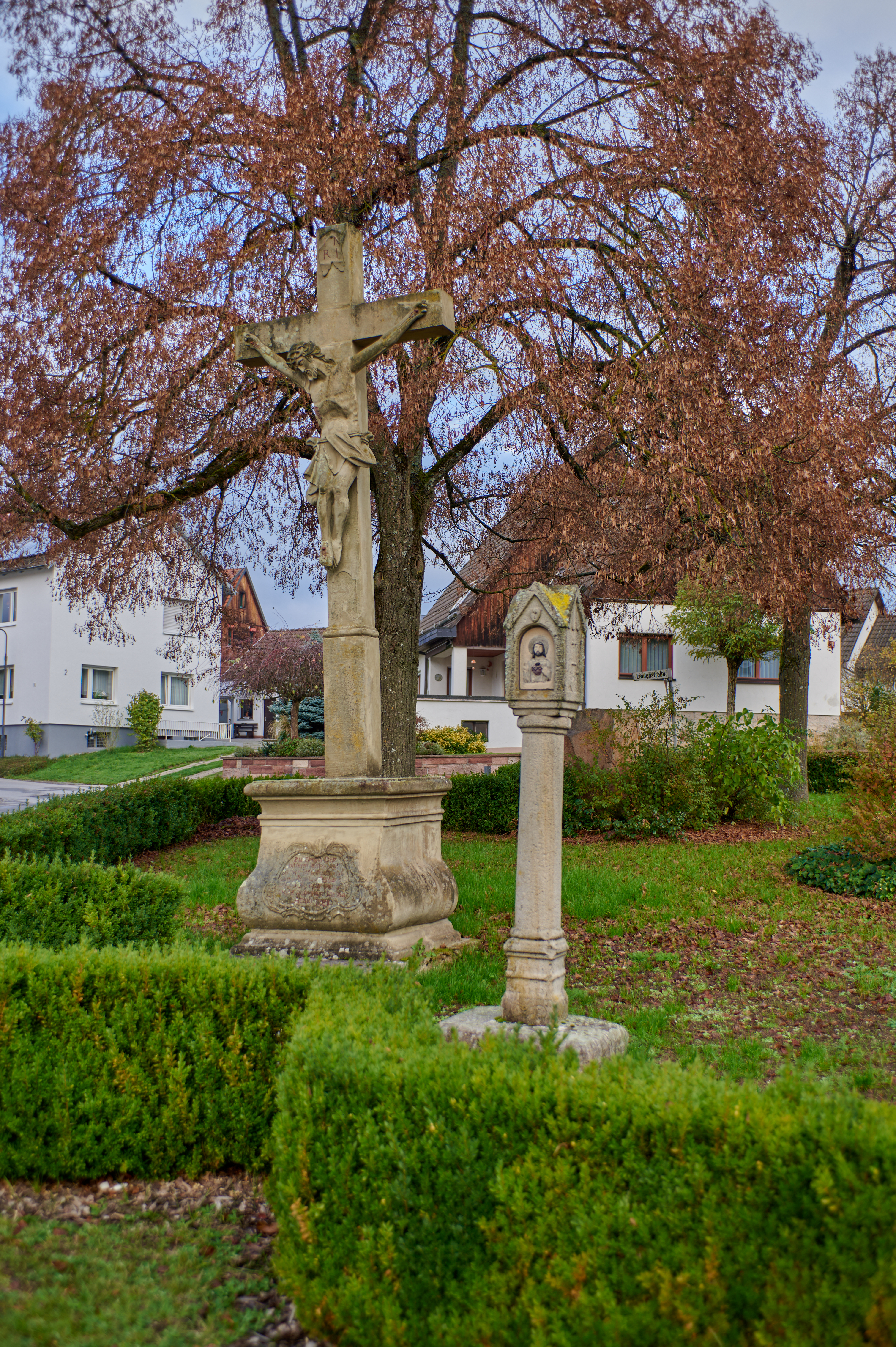
Wegkreuz in Wollbach, Rhönstraße

Das Wegkreuz Rhönstraße befindet sich in Wollbach, einem Gemeindeteil des Marktes Burkardroth im unterfränkischen Landkreis Bad Kissingen in der Rhönstraße bei der Linde neben dem Kreuzdachbildstock von 1652.
Das Wegkreuz gehört zu den Baudenkmälern von Burkardroth und ist unter der Nummer D-6-72-117-124 in der Bayerischen Denkmalliste registriert.

## Beschreibung
Das 426 cm hohe Wegkreuz besteht aus gelbem Sandstein, entstand im Jahr 1783 und wurde im Jahr 1967 von Bildhauer R. Rost restauriert.
Das Wegkreuz besteht aus einem mehrteilig zusammengesetzten Sockel sowie einem dreiteiligen Hochkreuz mit Korpus und Inschriftzettel. Die 10 cm hohe Sockelbasis hat die Abmessungen 200 cm × 127 cm. Der 106 cm hohe Sockel besteht aus einer 16 cm hohen Basisplatte mit den Abmessungen 109 cm × 109 cm mit eingezogenem Profil aus Platte Sima und Kehle. Der zwiebelförmige Bauch baucht von 88 cm × 98 cm auf 102 cm × 103 cm aus und zieht dann auf 82,5 cm × 96 cm ein; oben betragen die Abmessungen 84 cm × 90 cm. Darauf befindet sich eine 28 cm hohe profilierte Abschlussplatte mit den Abmessungen 98 cm × 99 cm aus Platte, Wulst, auskragender Kehle, Platte, Wulst mit größter Weite und einziehender Platte. Der 89 cm hohe Schaftsockel ist versenkt und hat einen Querschnitt von 29 cm × 24 cm. Das Kreuz ist 320 cm hoch, die Querbalken jeweils etwa 60 cm lang. Der Korpus ist etwa 170 cm hoch.
Die Inschrift auf der Schauseite befindet sich in einem 34 cm hohen und 48 cm breiten Rocaille-Medaillon und lautet in gotischer Schrift:

„Zu Ehren Des

bitter leyten und

sterben Jesu Christe hat

Georg Keyl und Barbara

Dessen Ehefrau Dieses

Creutz Aufrichten lassen. Anno

1783“